# Filtre (physique)
 (janvier 2019).
Si vous disposez d'ouvrages ou d'articles de référence ou si vous connaissez des sites web de qualité traitant du thème abordé ici, merci de compléter l'article en donnant les références utiles à sa vérifiabilité et en les liant à la section « Notes et références ».
Pour les articles homonymes, voir filtre.
Un filtre est un système servant à séparer des éléments dans un flux.
Ce flux peut être un flux de matières, un courant électrique, un flux d'informations, un flux optique… Son action consiste à retenir, supprimer, modifier les éléments indésirables du flux et à en laisser passer les éléments utiles.

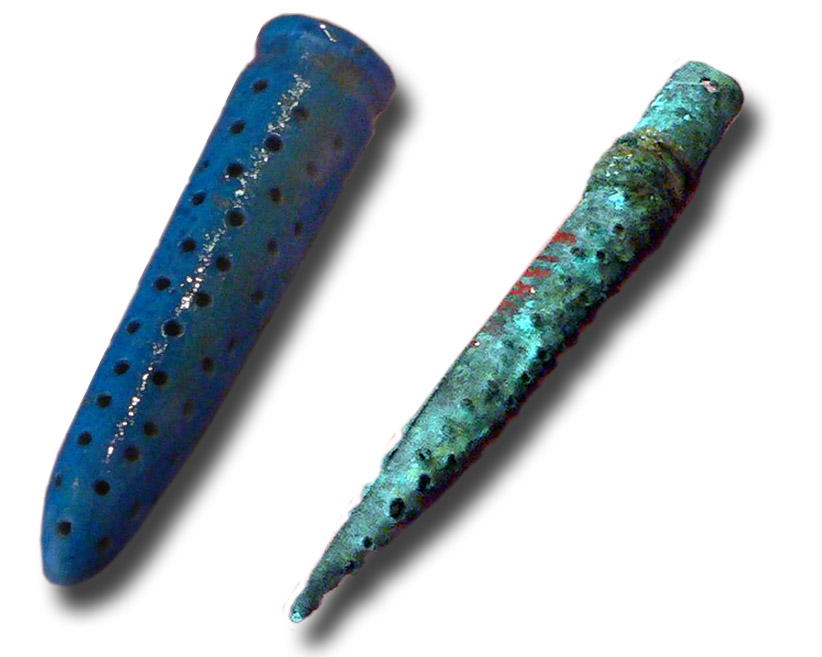
Exemple de filtres égyptiens (terre cuite, bronze) destiné à débarrasser l'eau ou une boisson de ses plus grosses impuretés

## Étymologie
Le terme filtre, du francique fĭltir de même origine que le vieux haut allemand filz (étoupe, boule de fibres compressée), est apparenté au mot feutre (anciennement feultre). Il a désigné par synecdoque le dispositif fait d'une pièce de cette étoffe posée en travers d'une rigole ou d'un conduit afin de séparer les particules solides, soit qu'on cherche à les récupérer, comme dans l'orpaillage, soit qu'on cherche à éliminer, par exemple, pour purifier l'eau.

## Description physique

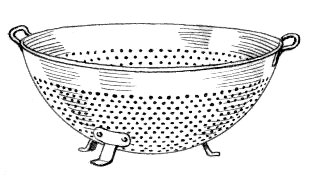
Un filtre mécanique : la passoire

Les flux de matières sont gazeux (air), liquides (eau, huile) ou solides (sable, gravier) ; dans le cas de solides, on parle de tamis, et pour séparer les liquides des solides, de passoire ou de crépine.
Le filtre mécanique peut être :
- une surface percée de trous calibrés, qui peut être obtenue en tissant des fils, comme dans un chinois ou une crépine ;
- un solide poreux, comme une céramique frittée,
- un solide laissant passer les liquides par diffusion, comme le papier.

Son rôle est de retenir les plus grosses particules et laisse passer les particules plus fines, ou bien de retenir les solides en ne laissant passer que les liquides.

## Types de filtres

### Filtres physiques
- Filtre à huile
- Filtre à air

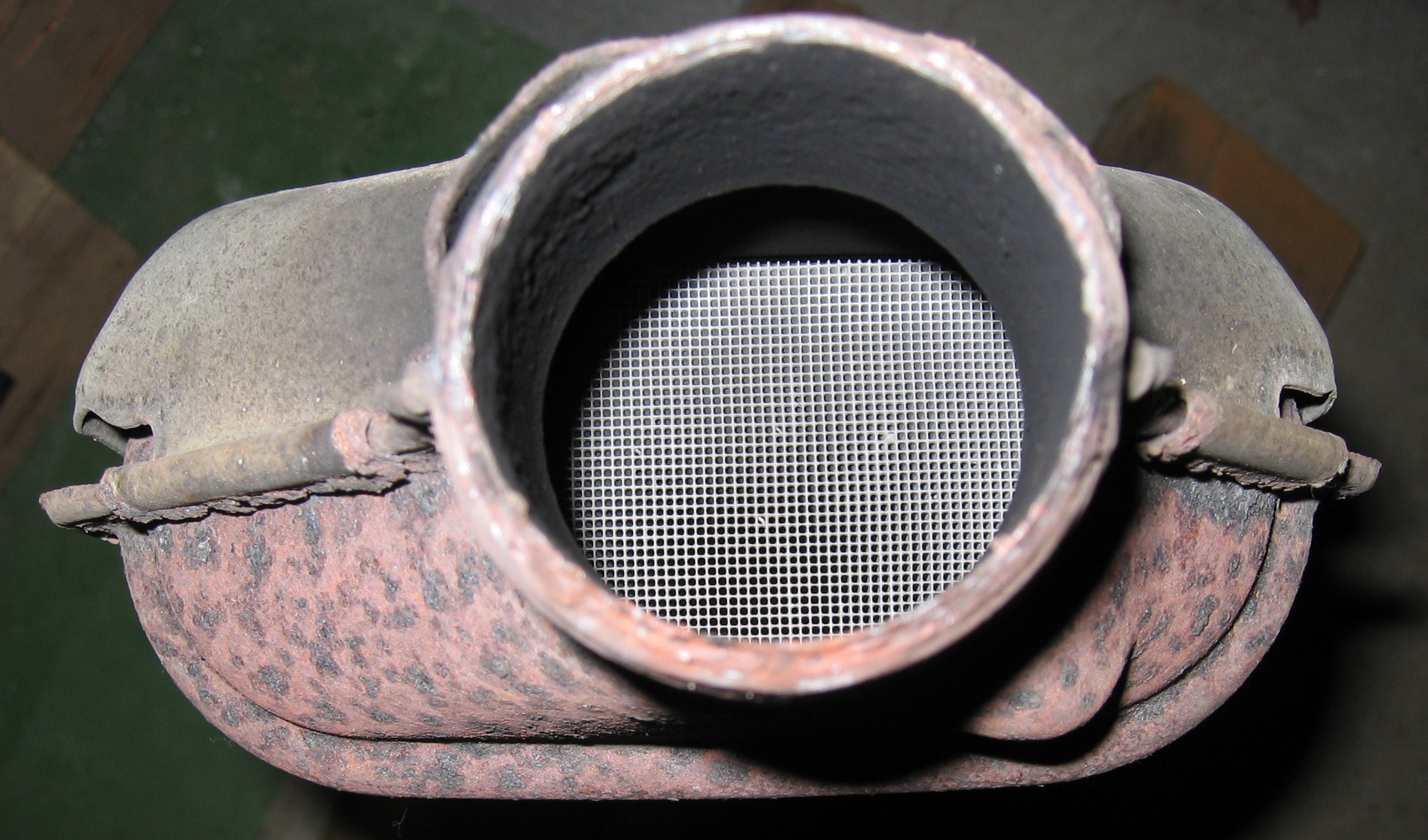
Un filtre physique : un pot catalytique.

- Pot catalytique et filtre à particules (FAP)
- Biofiltre, utilisé pour le traitement des eaux usées
- filtre-presse, utilisé pour le traitement des boues
- Filtration sur membrane, utilisée en microbiologie
- Tamis
- Passoire
- Filtre à café
- Filtre à thé

### Filtres chimiques
- Tamis moléculaire.
- Charbon actif ou charbon activé.
- Osmoseur
- Appareil respiratoire filtrant

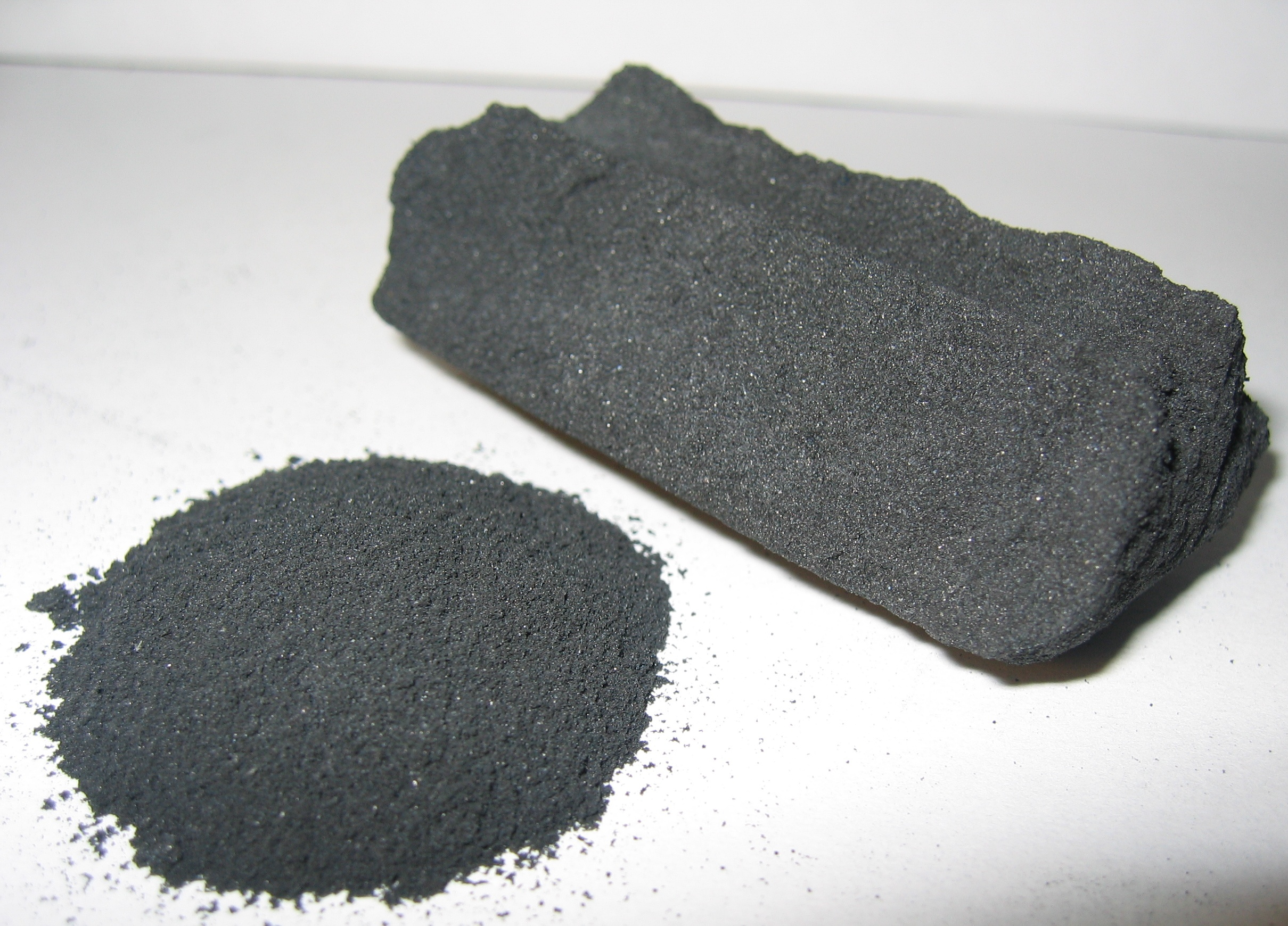
Un filtre chimique : du charbon actif.

- Filtre à eau potable équipant les  carafes filtrantes , filtre l'eau potable pour l'épurer.

### Filtre électroniques
En électronique on distingue :
Filtre analogiquesfiltre passe-haut, filtre passe-bas, filtre passe-bande ;
Filtre numériqueFiltre en peigne ;